# Ласітіон
Ласітіон, також Ласі́ті (грец. Λασίθι) — ном в Греції на Криті. Столиця — місто Айос-Ніколаос.

## Муніципалітети
| Муніципалітет    | YPES код | Місцева влада (якщо відрізняється) | Поштовий код | Тел. код |
| ---------------- | -------- | ---------------------------------- | ------------ | -------- |
| Айос-Ніколаос    | 3401     |                                    | 721 00       | 28410-2  |
| Ієрапетра        | 3402     |                                    | 722 00       | 28420-2  |
| Ітанос           | 3403     | Палекастро                         | 723 00       | 28430-6  |
| Лефкі            | 3404     | Зірос                              | 720 56       | 28430-9  |
| Макріс-Ялос      | 3405     | Куцурас                            | 720 55       | 28430-2  |
| Неаполі          | 3406     |                                    | 724 00       | 28410-3  |
| Оропедіо-Ласітіу | 3407     | Тзерміадо                          | 720 53       | 28440-2  |
| Сітія            | 3408     |                                    | 723 00       | 28430-2  |
| Врахасі          |          |                                    |              |          |

## Персоналії
- Софія Мавроїді-Пападакі — грецька письменниця і перекладачка.

| Греція | Це незавершена стаття з географії Греції. Ви можете допомогти проєкту, виправивши або дописавши її. |